# Parafia Najświętszej Maryi Panny Różańcowej na Prati
Parafia Najświętszej Maryi Panny Różańcowej na Prati (wł. Parrocchia S. Maria del Rosario in Prati) – rzymskokatolicka parafia znajdująca się w diecezji rzymskiej, w wikariacie generalnym Rzymu, w sektorze zachodnim, w prefekturze XXXII, w Rzymie. Parafię prowadzą dominikanie.
Parafia graniczy z Watykanem.

## Historia
Przed powstaniem parafii tereny te należały do parafii św. Łazarza. Ze względu na wzrost liczby ludności rione Prati, papież Leon XIII zakupił działkę, którą przekazał dominikanom pod budowę kościoła. 24 maja 1912 papież Pius X przeniósł centrum parafii z kościoła św. Łazarza do kościoła Najświętszej Maryi Panny Różańcowej na Prati, powierzając prowadzenie parafii dominikanom. 25 czerwca 1916 nowy kościół konsekrował wikariusz generalny Rzymu kard. Basilio Pompilj.